# André Ooijer
André Antonius Maria Ooijer (Amszterdam, 1974. július 11. –) holland válogatott labdarúgó, posztját tekintve hátvédként szerepelt, pályafutása során többnyire a védelem közepén illetve jobb szélén játszott.

## Karrier

### Kezdetek
Az első amatőr klubja SDW és SDZ. Amikor 12 éves volt akkor Ajax tartalékcsapatában játszott.
FC Volendamban játszott 1994–1995-ös szezonban.Roda JC-ben játszott 2 évet {1995-1997}.

### PSV Eindhoven
Ooijer a "Philips-gyáriakkal" ötször nyerte meg a bajnokságot (Eredivisie) és egyszer a kupát és részese volt a PSV Bajnokok Ligájában elért sikereinek is.

### Blackburn
2006 augusztus 23-án írta alá szerződését a Blackburnnel. Az angol klub 2 millió fontot fizetett a játékjogáért. Új klubjában a Chelsea FC ellen debütált 2006 augusztus 27-én az Ewood parkban. Szerződése lejártával visszatért Eindhovenbe.

### PSV Eindhoven
Ooijer 2009 május 21-én – visszatérve régi sikerei színhelyére – egyéves szerződést kötött a PSV Eindhoven-el. A szezon végén pedig távozott is az együttestől.

### Ajax
Miután 2010 nyarán lejárt a szerződése a PSV-vel visszatért egykori nevelőklubjához, az Ajax-hoz. Itt két szezont töltött el, majd 2012 márciusában bejelentette, hogy a szezon végeztével visszavonul.

## A holland válogatottban
1999. június 5-én mutatkozott be a holland válogatottban, Brazília ellen (2-2). A sérült Reiziger helyére állt be. Később a 2004-es Európa-bajnokság keretszűkítésénél kikerült az utazókeretből, miután még tavasszal térdsérülést szenvedett. viszont Marco van Basten válogatottjának alapemberének számított a 2006-os világbajnokságon és noha 2007 januárjában egy angol bajnoki mérkőzésen ismét súlyos sérülést szenvedett amelynek következtében a szezon hátralévő részét ki kellett hagynia, a 2008-as Európa-bajnokságra készülő holland csapat alapembere is maradt és az EB-n is a kezdőcsapat alappillérének számított a védelemben, valamint a már Bert van Marwijk által irányított ezüst érmet szerző Oranje keretének is tagja volt a 2010-es világbajnokságon is, amelyet követően visszavonult a válogatottól. Érdekesség, hogy akárcsak első válogatottbeli meccsén, úgy az utolsón is a brazil válogatott ellen léphetett pályára, ezúttal a negyeddöntők során, a mérkőzést pedig kezdőként pályára lépve végig is játszotta.